# En Sømandsbrud
En Sømandsbrud er en dansk stumfilm fra 1914, der er instrueret af Vilhelm Glückstadt.

## Handling
Denne artikel mangler et handlingsreferat. Hjælp os med at skrive det.

## Medvirkende
- Peter S. Andersen - Kaptajn Hilton
- Thorleif Lund - John Carter
- Gudrun Houlberg - Lillian Bennet
- Oscar Kiertzner - Styrmanden
- Rasmus Ottesen - Bådsmanden